# Каменский, Иван Петрович
Иван Петрович Каменский (1771 или 1773 — 1819) — русский медик и педагог.

## Биография
Родился в 1771 или 1773 году в селе Надежда Полтавского полка — «малоросс, сын войскового товарища».
Учился в Полтавской духовной семинарии, из которой в октябре 1793 года поступил в Медико-хирургическое училище при Московском госпитале. Был удостоен 1 сентября 1797 года степени кандидата хирургии, а 1 ноября 1798 года — звания лекаря. Прослужив несколько месяцев врачом Навагинского мушкетерского полка, вернулся в Москву — в Медико-хирургическую академию, которая была создана в 1798 году на базе Медико-хирургического училища; 4 апреля 1799 года был зачислен на должность прозектора анатомии.
Получив 21 октября 1802 года степень доктора медицины и хирургии за диссертацию «De restringendo cordibus etc.», продолжал службу в академии до её упразднения в 1804 году. Некоторое время работал врачом при петербургском ассигнационном и заёмном банке.
Был назначен 6 января 1806 года в Казанский университет профессором анатомии, физиологии и судебной медицины, но уже 14 ноября того же года был освобождён от должности по предписанию министра народного просвещения.
В 1809 году он поступил акушером в Воронежскую врачебную управу, в 1811 году стал профессором повивального искусства в Харьковском университете.
Умер в Киеве 6 (18) августа 1819 года.